# Cosmic Boy
 (juillet 2019).
Le contenu est difficilement compréhensible vu les erreurs de traduction, qui sont peut-être dues à l'utilisation d'un logiciel de traduction automatique.
Cosmic Boy (Rokk Krinn) est un personnage de fiction appartenant à DC Comics. Il est apparu pour la première fois dans Adventure Comics no 247 en avril 1958. Il a été créé par Otto Binder et Al Plastino durant l'Âge d'argent des comics. Entre 1986-1987 sort une mini-série par Steve Lightle, Paul Levitz et Keith Giffen.
Cosmic Boy est modernisé dans Légion des Super-Héros Vol.4 no 0 en octobre 1994 par Mark Waid, Tom McCraw et Stuart Immonen.

## Histoire

### Original
Cosmic Boy, Lightning Lad et Saturn Girl font partie de la Légion des Super-Héros au trente-et-unième. Ils viennent sur Terre pour auditionner un nouveau membre : Superboy. Il a la capacité surhumaine de générer des champs magnétiques. Le frère de The Cosmic Boy, Pol, a finalement rejoint la Légion en tant que Magnetic Kid, mais est mort pendant les « Magic Wars ». Cosmic Boy est l'un des rares légionnaires à avoir sa propre minisérie, qui a été diffusée pendant quatre saisons au milieu des années 1980 en tant que spin-off de la mini-série Legends.
Dans la légion pré-Zero Hour, Cosmic Boy a été en couple avec Night Girl (Lydda Jath) de la Legion of Substitute Heroes. Durant le « trou de cinq ans » (Five Years Later) qui ont fait suite aux guerres magiques, il a perdu ses pouvoirs au cours d'une bataille entre les planètes Braal et Imsk (le monde d'origine de Shrinking Violet), dans laquelle l'armée Imskian a utilisé un « amortisseur » sur les champs magnétiques des soldats de Braalian. "Vi" était sur les lieux lorsque son Légionnaire a été paralysé par l'amortisseur lors de la bataille de la baie de Venado, et il s'est senti profondément coupable durant plusieurs années. N'utilisant plus son nom de code, Rokk s'est retiré dans les bidonvilles d'un Braal démilitarisé avec sa femme Lydda, qui a donné naissance à leur fils Pol (nommé d'après le frère de Rokk).
Lorsque Reep Daggle a réformé la Légion, un Rokk impuissant s'est joint à lui, emmenant sa famille au nouveau siège de la Légion. L'ancien Cosmic Boy a continué à servir avec honneur lors de la tournée du devoir de la Légion adulte, prouvant qu'il n'avait pas besoin de pouvoirs pour être un héros. Rokk a réussi à retrouver ses pouvoirs peu de temps avant Zero Hour grâce à une série spéciale de gants de puissance. Il a pris le nom de code Polestar, il a fini par renoncer aux gants de pouvoir après qu'ils ont commencé à affecter son esprit. Ensuite il a appris qu'il était apparemment destiné à devenir le piégeur du temps. Rokk et le reste de la Légion ont été effacés de l'histoire par Zero Hour.

### Post-Zero Hour
Dans la Légion Post-Zero Hour, Rokk Krinn est venu d'une famille pauvre, mais est devenu une superstar dans le Magnoball, un sport braallien, gagnant le surnom de « Cosmic Boy » après avoir remporté les Jeux Cosmiques de Magnoball. Il a envoyé la plupart de ses gains à sa famille, ignorant que son manager, Alex Cuspin, les détournait à son profit. Après avoir été contacté par R.J. Brande pour former la Légion, Saturn Girl a découvert et révélé la vérité sur Cuspin. Rokk a rapidement renvoyé son manager, le faisant arrêter. Les membres fondateurs l'ont élu leader, mais peu après ont découvert que Léviathan, un vétéran de la police scientifique, avait été nommé à la tête de la présidence des Planètes-Unies. Léviathan donnera bientôt à Cosmic Boy le poste de chef de file après la mort de Kid Quantum, poste qu'il remplit très admirablement. Après l'attaque contre la Terre du Triangle blanc Daxamites, il semblait se transformer en un martinet de contrôle sous le pouce du Président Chu des Planètes-Unies. Au cours de cette période, il a pris de nombreuses décisions impopulaires, notamment en forçant son meilleur ami Garth Ranzz et Ultra Boy de l'équipe. Cependant, c'était une ruse prévue par lui-même et Invisible Kid pour exposer la corruption du Président PU.
Après cela, il a volontairement quitté le leadership, estimant qu'il avait servi de leader pendant assez longtemps. Lorsque Shrinking Violet est tombé sous l'influence de Emerald Eye d'Ekron, Rokk était l'un des membres de l'équipe envoyés par le Eye au XXIe siècle. Au cours de cette période, Saturn Girl et lui ont commencé une relation, mais ont été rendus comateux lors d'une bataille avec le docteur Psycho. Alors qu'il avait apparemment récupéré, il a été révélé plus tard que Saturn Girl avait subconsciemment manipulé son corps comateux depuis l'attaque de Psycho. Elle a également compris qu'elle était amoureuse de Garth. La relation s'est terminée, mais les deux sont restés amis proches. Après son retour au XXXIe siècle, il s'occupera d'une tentative de suicide de son ancien gérant qui avait été libéré de prison. Après que la moitié de l'équipe a eu été perdue dans une faille pratiquée dans l'Espace, la Légion a été dissoute par Leland McCauley, devenue le président des Planètes-Unies. Brande l'a rapidement recruté pour réformer la Légion en secret et Rokk a de nouveau dirigé l'équipe pour une courte période, en découvrant que McCauley avait été tué et était représenté par Ra's al Ghul. Après avoir vaincu Ra's, Rokk a de nouveau démissionné du leadership. Plus tard, il a commencé une relation avec le nouveau chef de la Légion, Kid Quantum II.

### Continuité "Threeboot"
Dans Legion of Super-Heroes vol. 5 n ° 1, Cosmic Boy est le chef de la Légion des Super-Héros. Après avoir apparemment détruit le monde d'origine des Dominateurs (il l'envoie effectivement à la Zone Fantôme), à la suite d'un vote, Cosmic Boy est renvoyé du bureau et remplacé par Supergirl. Il rejoint alors une équipe de super-héros du XLIe siècle, qui revient à temps pour lui offrir son adhésion.

### Post-Infinite Crisis
Les événements de la minisérie de Infinite Crisis ont apparemment restauré un analogue étroit de la légion pré-Crisis on Infinite Earths dans la continuité, comme on le voit au sein de l'histoire de The Lightning Saga dans Justice League of America et Justice Society of America, et dans le « Superman et la Légion des Super-Héros », dans Action Comics. Cosmic Boy est inclus dans leur numéro.
L'écrivain de bande dessinée Geoff Johns a déclaré à propos des personnages : « Cosmic Boy est comme le leader général qui met tout sur ses épaules, mais il est magnétique. Ses pouvoirs sont tout entiers dans la magnétisation, et donc sa personnalité en porte la marque. Et il essaie de rapprocher tous les membres de la Légion. Il est du genre "Nous pouvons le faire. Nous pouvons les rassembler." Cela lui vient naturellement ».

## Série limitée
Cosmic Boy a été présenté dans une série limitée en quatre parties, datée de décembre 1986 à mars 1987. Un attachement à la série limitée Legends, écrit par Paul Levitz, avec comme artistes Keith Giffen, Ernie Colón et Bob Smith.
Dans la série, Cosmic Boy et Night Girl sont partis en voyage depuis le XXXe siècle pour profiter de vacances au XXe siècle. Ils se trouvent menacés par de nombreux citoyens et résidents des États-Unis, qui ont été manipulés par Glorious Godfrey dans le cadre d'un plan de Darkseid pour discréditer la communauté de super-héros terriens. Peu après son arrivée, Cosmic Boy rencontre Superman, qui ne le reconnaît pas, même si Superboy était membre de la Légion depuis des années. Cosmic Boy et Night Girl examinent les bandes vidéo de l'histoire récente, y compris des références au bombardement d'Hiroshima, l'explosion de la navette spatiale américaine Challenger et l'effondrement de la centrale nucléaire de Tchernobyl, mais aucune mention n'est faite de la carrière antérieure de Superman comme Superboy. Cosmic Boy, amoureux de l'histoire de la Terre au XXe siècle, insiste sur l'absence de véracité d'aucun des événements présentés. Comme ils effectuent l'un des premiers voyages à travers le temps depuis la crise, le couple craint que quelque chose ne soit terriblement erroné dans le cours historique. L'avenir pourrait être très dangereux, car beaucoup de mondes dans les Planètes-Unies ont été colonisés par des Terriens. Une mission de navette spatiale portant un satellite crucial pour le développement futur de la Terre dans ses déplacements spatiaux tourne mal, la navette explosant. Cosmic Boy capture magnétiquement la charge utile et envoie les débris sans danger vers l'océan, mais les soldats américains s'imaginent qu'il est un espion étranger. Ils l'attaquent, mettant en œuvre la directive du président Ronald Reagan interdisant toute activité super-héroïque.
Cherchant à protéger le satellite, Cosmic Boy et Night Girl se rendent aux installations de la NASA à Houston où ils rencontrent Jason, l'un des astronautes qui ont conçu la navette. Ils aident à apaiser une émeute qui éclate jusqu'à enfoncer les portes de la NASA. Cosmic Boy est convaincu que certains ennemis inconnus tentent délibérément d'empêcher la mission. Au moment où ils partent, le couple note que leurs deux familles sont originaires d'un monde installé pendant la grande émigration de la Terre. Ils ignorent que le nom de Jason - l'astronaute qu'ils viennent de rencontrer - est Krinnski ... ce qui implique qu'il pourrait être un ancêtre éloigné de Cosmic Boy, dont le vrai nom est Rokk Krinn.
Cosmic Boy et Night Girl décident de revenir au XXXe siècle, où les experts en voyages du temps Brainiac 5 et Circadia Senius pourraient cerner le problème. En entrant dans le flux temporel, leur Time Bubble rencontre une tempête et commence à vibrer violemment. Ils sont obligés de revenir au XXe siècle. Ils se tournent vers Jason Krinnski pour obtenir de l'aide, qui fait de son mieux pour les aider à réparer le Time Bubble. Cependant, leur deuxième tentative de départ échoue, comme s'il existait une barrière qui les bloquait. Réalisant qu'ils ont besoin d'une source d'énergie massive pour propulser la Bubble jusqu'au XXXe siècle, Cosmic Boy exploite l'énergie électromagnétique du champ magnétique terrestre. Ils enfreignent la barrière, mais sont propulsés au-delà de leur siècle, jusqu'à la fin des temps, où ils sont confrontés à l'un des ennemis les plus meurtriers de la Légion : le Piégeur du Temps.
Le Piégeur joue avec le couple, leur donnant une heure pour retrouver leur chemin de retour vers le XXXe siècle. Ils finissent par faire franchir les murs de la Citadelle du Piégeur à leur Time Bubble, au moment même où les derniers grains du sablier sont sur le point de tomber. Cosmic Boy utilise son pouvoir pour déformer le sablier, en le soudant pour que le dernier grain ne tombe jamais. Amusé, le Piégeur leur permet de partir. Il dirige la Time Bubble au XXXe siècle, en la plaçant juste devant le quartier général de la Légion. Cependant, il avertit le couple que ce sera leur dernier voyage dans le temps, et que « la prochaine occasion où un légionnaire osera briser la barrière du temps sera la dernière ». Alors que les deux courent pour avertir la Légion de ce qui s'est passé, le Piégeur se rend compte que les légionnaires seront de retour pour lui. Il trouve cela très satisfaisant, alors qu'il regarde une paire de statues de Superboy et de son chien Krypto.
Les événements de cette série se poursuivent dans l'histoire Le Plus Grand de tous les Héros, publié dans Superman vol. 2 no 8 ; Action Comics no 591 et Legion of Super-Heroes vol. 3 no 37-38 (août-septembre 1987).

## Pouvoirs et capacités
Le super-pouvoir de Cosmic Boy est un supermagnétisme. Il peut manipuler, repousser ou attirer des objets métalliques de différentes tailles. Naturellement, plus il y a de métal dans un objet, plus il est facile pour lui de l'affecter magnétiquement. Cosmic Boy est connu pour avoir attiré de grosses météorites et des satellites situées dans l'espace en faisant un effort minimal. Il peut utiliser son pouvoir magnétique sur des roches qui contiennent du minerai de fer pour les attirer, ou les utiliser comme projectiles. Il peut également magnétiser les objets métalliques afin qu'ils deviennent eux-mêmes des aimants et les amènent à adhérer à d'autres objets métalliques. Son pouvoir ne peut affecter les métaux non magnétiques, tels que l'aluminium et l'or, ou des substances organiques comme le bois ou la chair. Son contrôle est tel qu'il peut manipuler les enregistrements électroniques ou le fer dans le sang. Il est connu pour avoir utilisé un uniforme muni de fibres ferreuses afin de pouvoir voler à volonté, mais il se sert habituellement d'un anneau de vol de la Légion.

### Équipement
En tant que membre de la Légion des Super-Héros, il lui est fourni un anneau de vol de la Légion. Il lui permet de voler et de le protéger du vide de l'espace et d'autres environnements hostiles.

### Costume
Le costume original de Cosmic Boy était rose avec du noir sur les côtés, avec quatre cercles blancs, le nom de code "Cosmic Boy" écrit sur la poitrine et un casque en plastique à bulles. Après sa première apparition, le casque et le nom de code ont été remplacés par des épaulettes blanches. Durant une période commençant à la fin des années 1970, il a été représenté dans un costume conçu par Mike Grell, qui était essentiellement un bustier noir avec des gants noirs et des bottes, aux bras, aux épaules, à la poitrine et aux jambes nus. Cosmic Boy est revenu à une variété proche du costume original quelques années plus tard. Comme Polestar, il portait un body noir et violet avec une bande sur le côté et un capuchon noir. Dans la Légion Post-Zero Hour, il portait une version de son costume d'origine avec le bleu lavande comme couleur primaire, au lieu du rose. Dans cette version du costume, les quatre cercles sur la poitrine étaient des disques qu'il pouvait manipuler magnétiquement et utiliser comme armes. La version « Threeboot » est un motif similaire, dont la couleur primaire est le bleu, et dont les cercles sont noirs et non blancs.

## Autres médias

### Télévision
- Cosmic Boy était un membre récurrent de la série animée La Légende des super-héros, doublé par Wil Wheaton. Il révèle qu'il était le leader original de la Légion. Cosmic Boy semble avoir des sentiments pour Saturn Girl dans l'épisode de la saison 1, Chain of Command. Il voulait (ou a ordonné) que Saturn Girl reste avec lui et Brainiac 5 pour qu'elle soit en sécurité. Saturn Girl a objecté avec colère qu'elle pouvait s'occuper d'elle-même. Elle s'envole pour aider le reste des coéquipiers avant que Cosmic Boy ne tente de s'excuser. Ont-ils ou non résolu leurs différends après la mission ? Ce n'est pas abordé. Il perd une élection pour le poste de leader de Bouncing Boy, mais semble avoir retrouvé sa position au début de la saison 2.
- Superman, l'Ange de Metropolis (série animée), voix de Chad Lowe
- Cosmic Boy, avec Saturn Girl et Lightning Lad, a fait ses débuts en live dans le onzième épisode de la huitième saison de la série CW Smallville, dans les épisodes Legion et Doomsday, le rôle de Cosmic Boy est interprété par Ryan Kennedy. Dans l'épisode, Rokk est considéré comme le type du leader silencieux. Le plus déterminé du groupe, Rokk est le plus proche de tuer Chloe Sullivan, avant d'être arrêté par Clark Kent, qui informe Rokk que toute légion inspirée par lui ne devrait jamais recourir à un meurtre. Lorsque le groupe vainc Brainiac en l'extrayant de Chloe, Rokk joue un rôle crucial puisqu'il extrait magnétiquement les particules de Brainiac de son corps ; Rokk change les règles de la Légion en conséquence. Juste avant de partir, Rokk avertit Clark des jours qui viennent, lui disant d'être vigilant. Bien que principalement appelé Rokk, Lightning Lad l'appelle « Cos » à un moment de l'épisode. Il revient plus tard dans la finale de la saison pour donner à Clark une nouvelle bague de la Légion après avoir été détruit dans l'Infamous et l'avertit que rien ne peut empêcher Doomsday de le tuer. Il donne à Clark l'anneau et lui dit d'envoyer Doomsday dans l'avenir, alors que la Légion est prête à l'y combattre.

### Film
- Cosmic Boy (avec Saturn Girl et Lightning Lad) apparaît dans Lego DC Comics Super Heroes : Justice League - Cosmic Clash, doublé par Yuri Lowenthal. Il apparaît, avec Saturn Girl et Lightning Lad, en l'an 2116 comme étant les derniers survivants de la Légion des Super-Héros. En 2116, où Brainiac a repris la Terre et transformé Superman en cyborg soumis, Batman survient en utilisant le tapis roulant cosmique afin de libérer Superman et le renvoyer dans le présent. La Légion tente de faire obstacle à Superman, mais ils sont vraisemblablement tués par lui ; Cosmic Boy l'a été par sa vision thermique. Tout cela fut plus tard révélé comme n'ayant été qu'une illusion projetée par Saturn Girl. Après que Batman a réussi à libérer Superman du contrôle de Brainiac et à le renvoyer dans le présent, la Légion donne à Batman sa dernière Time Bubble afin de le ramener chez lui.

### Jeux vidéo
- Dans Injustice 2, Cosmic Boy et d'autres membres de la Légion des Super-Héros sont vus lors de la fin de Brainiac, alors que Brainiac 5 se faisait passer pour Brainiac afin de vaincre celui-ci. Tandis qu'ils le mettent en feu pour arrêter Brainiac à temps, ils se réjouissent de cette mise au pas de leur ennemi.